# 田中義一内閣
田中義一内閣（たなかぎいちないかく）は、退役陸軍大将、貴族院議員、立憲政友会総裁の田中義一が第26代内閣総理大臣に任命され、1927年（昭和2年）4月20日から1929年（昭和4年）7月2日まで続いた日本の内閣。

## 閣僚の顔ぶれと人事
国務大臣
1927年（昭和2年）4月20日任命。在職日数805日。 
| 職名 | 代               | 氏名             | 氏名             | 出身等                                                     | 特命事項等                        | 備考                                            |
| --- | ---------------- | ---------------- | ---------------- | ---------------------------------------------------------- | --------------------------------- | ----------------------------------------------- |
| 内閣総理大臣 | 26               | 田中義一         |                  | 貴族院 立憲政友会 （無会派） 退役陸軍大将 （陸大8期） 男爵 | 外務、内務、拓務大臣兼任          | 立憲政友会総裁                                  |
| 外務大臣 | 39               | 田中義一         |                  | 貴族院 立憲政友会 （無会派） 退役陸軍大将 （陸大8期） 男爵 | 内閣総理大臣、 内務、拓務大臣兼任 | 立憲政友会総裁                                  |
| 内務大臣 | 38               | 鈴木喜三郎       |                  | 貴族院 立憲政友会 （研究会）                               |                                   | 1928年5月4日免                                  |
| 内務大臣 | 39               | 田中義一         |                  | 貴族院 立憲政友会 （無会派） 退役陸軍大将 （陸大8期） 男爵 | 内閣総理大臣、 外務、拓務大臣兼任 | 1928年5月4日兼 1928年5月23日免兼 立憲政友会総裁 |
| 内務大臣 | 40               | 望月圭介         |                  | 衆議院 立憲政友会                                          |                                   | 1928年5月23日任                                 |
| 大蔵大臣 | 28               | 高橋是清         |                  | 衆議院 立憲政友会                                          |                                   | 1927年6月2日免                                  |
| 大蔵大臣 | 29               | 三土忠造         |                  | 衆議院 立憲政友会                                          |                                   | 転任 1927年6月2日任                             |
| 陸軍大臣 | 18               | 白川義則         |                  | 陸軍大将 （陸大12期）                                      |                                   | 初入閣                                          |
| 海軍大臣 | 12               | 岡田啓介         |                  | 海軍大将 （海大将校科甲種2期）                             |                                   | 初入閣                                          |
| 司法大臣 | 31               | 原嘉道           |                  | 民間                                                       |                                   | 初入閣                                          |
| 文部大臣 | 35               | 三土忠造         |                  | 衆議院 立憲政友会                                          |                                   | 初入閣 1927年6月2日免                           |
| 文部大臣 | 36               | 水野錬太郎       |                  | 貴族院 立憲政友会 （交友倶楽部）                           |                                   | 1927年6月2日任 1928年5月25日免                  |
| 文部大臣 | 37               | 勝田主計         |                  | 貴族院 無所属 （研究会）                                   |                                   | 1928年5月25日任                                 |
| 農林大臣 | 5                | 山本悌二郎       |                  | 衆議院 立憲政友会                                          |                                   | 初入閣                                          |
| 商工大臣 | 5                | 中橋徳五郎       |                  | 衆議院 立憲政友会                                          |                                   |                                                 |
| 逓信大臣 | 31               | 望月圭介         |                  | 衆議院 立憲政友会                                          |                                   | 初入閣 1928年5月23日免                          |
| 逓信大臣 | 32               | 久原房之助       |                  | 衆議院 立憲政友会                                          |                                   | 初入閣 1928年5月23日任                          |
| 鉄道大臣 | 7                | 小川平吉         |                  | 衆議院 立憲政友会                                          |                                   |                                                 |
| 拓務大臣 | （拓務省未設置） | （拓務省未設置） | （拓務省未設置） | （拓務省未設置）                                           | （拓務省未設置）                  | 1929年6月10日設置                               |
| 拓務大臣 | 1                | 田中義一         |                  | 貴族院 立憲政友会 （無会派） 退役陸軍大将 （陸大8期） 男爵 | 内閣総理大臣、 外務、内務大臣兼任 | 1929年6月10日兼 立憲政友会総裁                  |
| 1. 辞令のある留任は個別の代として記載し、辞令のない留任は記載しない。 2. 臨時代理は、大臣空位の場合のみ記載し、海外出張時等の一時不在代理は記載しない。 3. 代数は、臨時兼任・臨時代理を数えず、兼任・兼務は数える。 |                  |                  |                  |                                                            |                                   |                                                 |

内閣書記官長・法制局長官
1927年（昭和2年）4月20日任命。
| 職名 | 代 | 氏名     | 氏名 | 出身等            | 特命事項等 | 備考 |
| --- | -- | -------- | ---- | ----------------- | ---------- | ---- |
| 内閣書記官長 | 28 | 鳩山一郎 |      | 衆議院 立憲政友会 |            |      |
| 法制局長官 | 25 | 前田米蔵 |      | 衆議院 立憲政友会 |            |      |
| 1. 辞令のある留任は個別の代として記載し、辞令のない留任は記載しない。 2. 臨時代理は、大臣空位の場合のみ記載し、海外出張時等の一時不在代理は記載しない。 3. 代数は、臨時兼任・臨時代理を数えず、兼任・兼務は数える。 |    |          |      |                   |            |      |

政務次官
1927年（昭和2年）4月22日任命。
| 職名         | 氏名       | 出身等             | 備考                  |
| ------------ | ---------- | ------------------ | --------------------- |
| 外務政務次官 | 森恪       | 衆議院／立憲政友会 | 1929年4月27日免       |
| 外務政務次官 | （欠員）   | （欠員）           | 1929年4月27日から     |
| 内務政務次官 | 武藤金吉   | 衆議院／立憲政友会 | 1928年4月23日死亡欠缺 |
| 内務政務次官 | （欠員）   | （欠員）           | 1928年5月29日まで     |
| 内務政務次官 | 秋田清     | 衆議院／立憲政友会 | 1928年5月29日任       |
| 大蔵政務次官 | 大口喜六   | 衆議院／立憲政友会 |                       |
| 陸軍政務次官 | 竹内友治郎 | 衆議院／立憲政友会 |                       |
| 海軍政務次官 | 内田信也   | 衆議院／立憲政友会 |                       |
| 司法政務次官 | 浜田国松   | 衆議院／立憲政友会 |                       |
| 文部政務次官 | 山崎達之輔 | 衆議院／立憲政友会 | 1929年4月30日免       |
| 文部政務次官 | （欠員）   | （欠員）           | 1929年4月30日から     |
| 農林政務次官 | 東武       | 衆議院／立憲政友会 |                       |
| 商工政務次官 | 吉植庄一郎 | 衆議院／立憲政友会 |                       |
| 逓信政務次官 | 秋田清     | 衆議院／立憲政友会 | 1928年5月29日免       |
| 逓信政務次官 | 広岡宇一郎 | 衆議院／立憲政友会 | 1928年5月29日任       |
| 鉄道政務次官 | 上埜安太郎 | 衆議院／立憲政友会 |                       |

参与官
1927年（昭和2年）4月22日任命。
| 職名       | 氏名         | 出身等             | 備考                  |
| ---------- | ------------ | ------------------ | --------------------- |
| 外務参与官 | 植原悦二郎   | 衆議院／立憲政友会 | 1929年4月19日免       |
| 外務参与官 | （欠員）     | （欠員）           | 1929年4月19日から     |
| 内務参与官 | 加藤久米四郎 | 衆議院／立憲政友会 |                       |
| 大蔵参与官 | 山口義一     | 衆議院／立憲政友会 |                       |
| 陸軍参与官 | 高草美代蔵   | 衆議院／立憲政友会 | 1928年3月9日免        |
| 陸軍参与官 | 八田宗吉     | 衆議院／立憲政友会 | 1928年3月9日任        |
| 海軍参与官 | 松本君平     | 衆議院／立憲政友会 |                       |
| 司法参与官 | 黒住成章     | 衆議院／立憲政友党 | 1928年7月17日死亡欠缺 |
| 司法参与官 | （欠員）     | （欠員）           | 1928年7月24日まで     |
| 司法参与官 | 磯部尚       | 衆議院／立憲政友会 | 1928年7月24日任       |
| 文部参与官 | 安藤正純     | 衆議院／立憲政友会 | 1929年4月27日免       |
| 文部参与官 | （欠員）     | （欠員）           | 1929年4月27日から     |
| 農林参与官 | 砂田重政     | 衆議院／立憲政友会 |                       |
| 商工参与官 | 牧野良三     | 衆議院／立憲政友会 |                       |
| 逓信参与官 | 向井倭雄     | 衆議院／立憲政友会 |                       |
| 鉄道参与官 | 志賀和多利   | 衆議院／立憲政友会 |                       |

勢力早見表
※ 内閣発足当初（前内閣の事務引継は除く）。
| 出身       | 国務大臣 | 政務次官 | 参与官 | その他                                 |
| ---------- | -------- | -------- | ------ | -------------------------------------- |
| 立憲政友会 | 7        | 11       | 11     | 内閣書記官長、法制局長官 国務大臣のべ8 |
| 研究会     | 1        | 0        | 0      |                                        |
| 同和会     | 0        | 0        | 0      |                                        |
| 同成会     | 0        | 0        | 0      |                                        |
| 公正会     | 0        | 0        | 0      |                                        |
| 軍部       | 2        | 0        | 0      |                                        |
| 官僚       | 0        | 0        | 0      |                                        |
| 民間       | 1        | 0        | 0      |                                        |
|            | 11       | 11       | 11     | 国務大臣のべ12                         |

## 内閣の動き

田中義一内閣の官僚たち。前列右から1人目に田中首相、2人目に倉富勇三郎枢密院議長、3人目に高橋是清蔵相

前政権の第1次若槻内閣は、昭和金融恐慌への対応で行き詰まり、政権運営のめどがつかなくなったため退陣した。後継の政権として、首相奏請を担った西園寺公望元老は、与党憲政会の政権運営の落ち度が総辞職の原因であったことから、後任に野党第一党・立憲政友会の田中義一総裁を推挙（憲政の常道）、1927年4月28日、田中内閣が成立する。
閣員としては、若槻政権の倒閣に積極的であったとされる枢密院の平沼騏一郎副議長の意を受けて、内務大臣に鈴木喜三郎、司法大臣に原嘉道を起用。外務大臣には当初井上準之助か本多熊太郎が予定されていたが、合意には至らず最終的に田中自らが兼務して政務次官に森恪を配置した。大蔵大臣には金融恐慌解決までという条件で高橋是清元首相（前政友会総裁・元蔵相・日銀総裁）が入った（のち、高橋側近の三土忠造に交代）。さらに事務官僚の面においては内務省警保局長に山岡萬之助、外務次官に最初は前内閣の出淵勝次の留任としたが後に吉田茂に交替させた。これが後に大きな影響を与えることとなった。
当時、衆議院が政友会、憲政会、政友本党の三党鼎立状態であったため、田中内閣は少数与党状態であった（その後、6月に憲政会と政友本党が合流して立憲民政党が発足）。翌1928年1月、田中内閣は安定多数の確保を目指して衆議院解散に踏み切る。初の普通選挙となった第16回衆議院議員総選挙（1928年2月20日投開票）では、鈴木内相による選挙干渉（後述）などが反発を受けて議席は伸び悩み、民政党を1議席差で上回るにとどまった。議席の半数には及ばない状態であったため、選挙後、政友本党から民政党に合流したばかりの床次竹二郎を離党させて引き抜くなどして、安定多数の確保を行った。
主な政策
- 昭和金融恐慌 - 政権発足時、台湾銀行の不良債権問題が喫緊の課題であったが、高橋蔵相は、恐慌解決のために日本銀行から市中銀行への緊急融資を行い、その際、需要に間に合わせるために急遽片面だけが印刷された新紙幣を発行した。
- 経済政策 - に恐慌対策を兼ねて「産業立国」路線を採った。これは革新倶楽部（犬養毅総裁）が政友会と合同する際の条件でもあったが、犬養は軍縮を行って浮いた経費を国内投資に充てるべきであると唱えたのに対して、田中は積極財政と中国大陸における勢力拡大に伴う市場拡大と大陸への移民で実現しようとしたのである。さらに国内投資においては鉄道分野などへの投資が積極的に行われて、後に小川鉄相（所管大臣）を被告とする5私鉄疑獄が発生することとなった。
- 反共政策 - 治安維持法を改正し、最高刑を死刑とした。また、3・15事件では日本共産党を壊滅に追い込んだ。
- 選挙管理 - 総選挙に先立って、府県知事の大規模な人事異動を行って政友会に批判的な知事を休職・免職にした（これは立憲民政党が政権を握った際にも報復として行われ、「党弊」と呼ばれて地方政治の停滞を招き、後に革新官僚の台頭と彼らへの国民の支持を集める遠因となった）。さらに鈴木内相は第16回衆議院議員総選挙では大規模な選挙干渉を行った。これには国民・野党のみならず、貴族院や政友会内の古参幹部（大正デモクラシーの推進勢力）の反感を買い、鈴木は失脚する。鈴木を大臣から外すための内閣改造の過程で水野文相優諚問題が発生し、更に田中は非難を浴びることとなった[14]。
- 大陸政策 - 当時の中国大陸は、辛亥革命（1912年）によって旧清朝が崩壊して以降、各地に軍閥が群雄割拠し、動乱の最中にあった。1927年4月、その中の大勢力であった蒋介石（広州）率いる国民革命軍は、大陸制覇を目指して北伐を敢行。権力中枢に入り込んでいた中国共産党分子を粛清した後、田中内閣の成立と前後して、"南京国民政府"の樹立を宣言していた。田中内閣は、外地として領有していた山東省の居留民の保護、および軍閥の中でも近しい関係にあった張作霖（奉天）への援助を目的に、山東出兵、および東方会議が行われる。1928年に入ると、中原における張軍閥の勢力は弱体化し、日本側は本拠地である奉天への退却を説得、これに応じた張は、6月3日、北京を離れる[15]。
- 張作霖爆殺事件（満洲某重大事件） - 1928年6月4日未明、奉天を引き揚げる最中の張作霖の乗車した列車が爆破テロに遭遇、張は直撃を受けて数時間後に落命した。事件は直後から、張排斥を図った関東軍による自作自演の疑いがうわさされ、田中首相の命により、峯幸松憲兵司令官が現地に派遣され、事情聴取が行われた。10月までにわたって調査の報告では、河本大作関東軍高級参謀（陸軍大佐）を首謀とする関東軍の犯行である、と結論付けられた。その後、真相を公表して関係者を処罰すべきか否かで意見が割れ、田中首相は公表すべきと主張したが、白川陸相、小川鉄相らは強硬に反対した、田中は、西園寺元老の同意を得て、天皇にも"厳然たる処分"を行うことを確約する。しかし、政府内での対立は非公表派が優位となり、1929年6月、関東軍の関与を認めず、鉄路守備の不備に関する行政処分に留める方針となった。この最終方針が天皇の勘気に触れたことにより、田中首相は恐懼に堪えず、内閣総辞職を決意するに至った[16]。

表向きは張作霖爆殺事件の処理をめぐって天皇が怒った形だが、実際にはもともと天皇は田中を好んでおらず、とくに不戦条約締結にあたって条文の「人民の名において」という字句を直さなかったことで天皇や宮中からの怒りを買ったとされ、そのような中、張作霖爆殺事件が起こったため、田中と犬猿の仲の上原勇作がこの事件処理をことは重大だとして元老らにも働きかけ、倒閣陰謀の結果としてこの天皇の発言が行われたものと、事件当時はみられている。現在、これが全く張作霖爆殺事件処理をめぐってのこととして一般に語られるのは、太平洋戦争敗戦後に天皇の戦争責任を糊塗するため、「この田中の辞職で反省し、以降は立憲君主制の天皇として内閣の上奏案を否定しないようにすることにした」という話にすりかえて説明、これが強調されたからだとする指摘もある。
天皇の不信任により総辞職に追い込まれた田中内閣にかわり、野党第一党の立憲民政党から濱口雄幸総裁が首相に選任され、濱口内閣が成立。政友会は、直後に急死した田中にかわり、党内各派の後継争いの妥協の産物として、長老の犬養毅衆議院議員を総裁に担ぎ、政権奪還を展望することとなる。